# 흥아행진곡

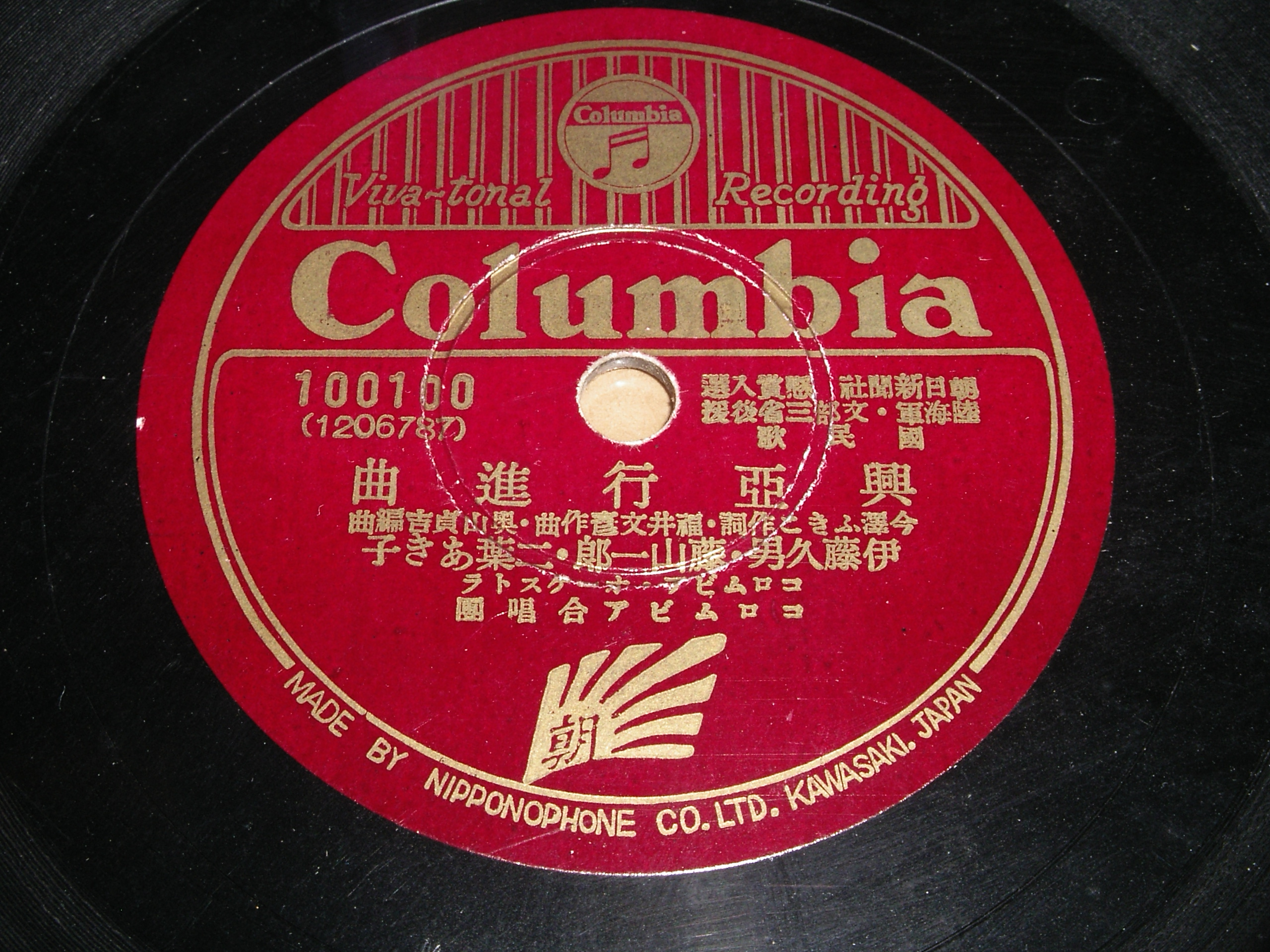
흥아행진곡의 컬럼비아 레코드반

〈흥아행진곡〉(興亜行進曲)은 1940년 7월(쇼와 15년) 발매된 군가이다. 총 6개에 달하는 레코드 회사에서 각자의 취입으로 경쟁하듯 발매하였다.
아사히신문에서 육군성, 해군성, 문부성의 지원을 받아 공모하였다. 1940년 3월 22일부터 4월 30일까지 가사를 모집, 동년 6월 5일 발표하였다. 2만 9521통의 응모 가운데 야마나시현의 25세 여성 이마자와 후키코(今沢ふきこ)의 가사가 선발되었다. 곡은 동년 7월 2일 발표. 5825통의 응모 가운데 후지와라 요시에의 피아노 반주를 맡아보던 후쿠이 후미히코(福井文彦)의 곡이 선발되었다. 아울러 편곡은 각사의 작곡가·편곡가가 담당한지라 간주 부분은 회사마다 서로 다르다.

## 취입한 가수
- 컬럼비아 레코드: 이토 히사오, 후지야마 이치로, 후타바 아키코
- 빅터 레코드: 나미오카 소이치로, 하이다 가쓰히코, 후지와라 료코, 미즈하라 미야코
- 킹 레코드: 나가타 겐지로, 나가토 미호
- 폴리도르 레코드: 오쿠다 료조, 세키 다네코
- 데이치쿠 레코드: 오니 도시히데, 핫토리 도미코
- 다이헤이 레코드: 이타 데루오, 다치바나 히로시, 아리시마 미치오, 미하라 쥰코, 와타나베 미쓰코